# Ceanothus cuneatus
Ceanothus cuneatus là một loài thực vật có hoa trong họ Táo. Loài này được (Hook.) Nutt. mô tả khoa học đầu tiên năm 1838.

## Hình ảnh

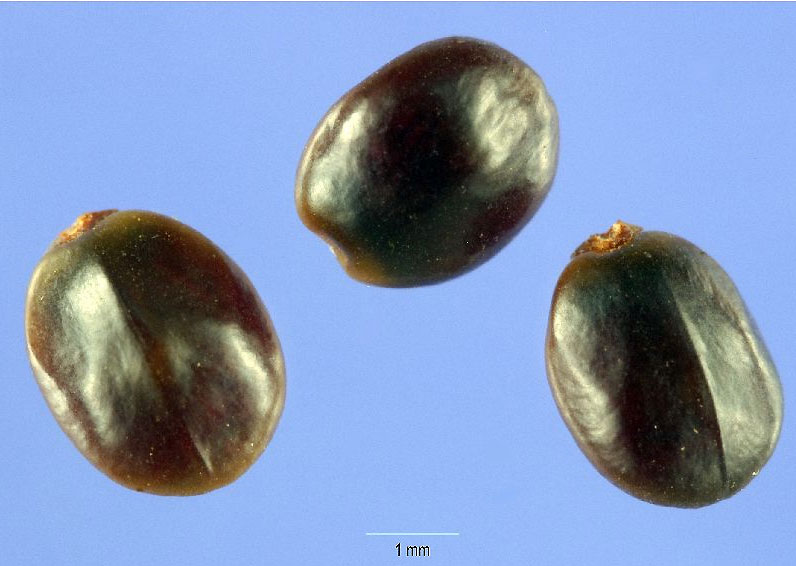
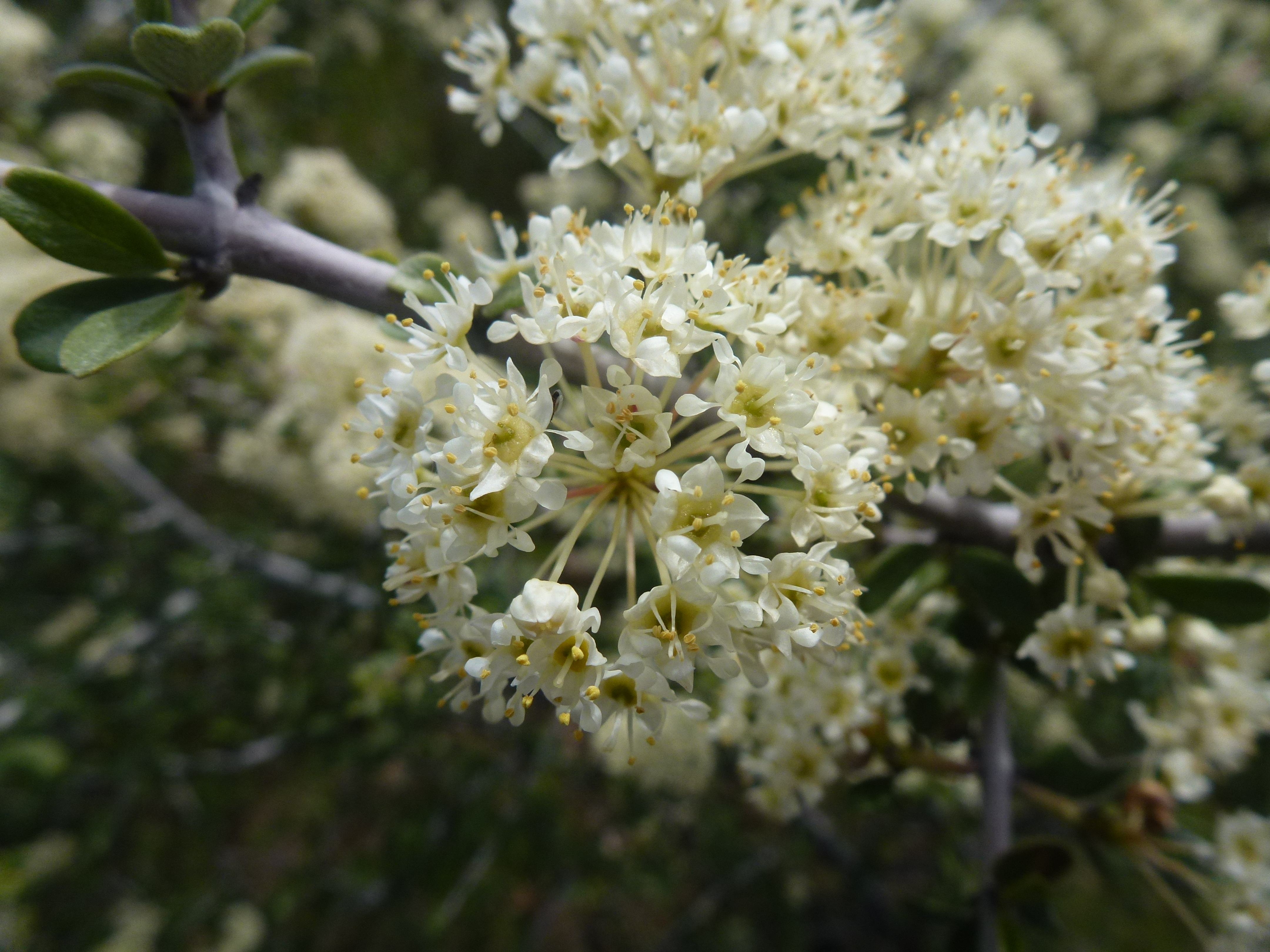
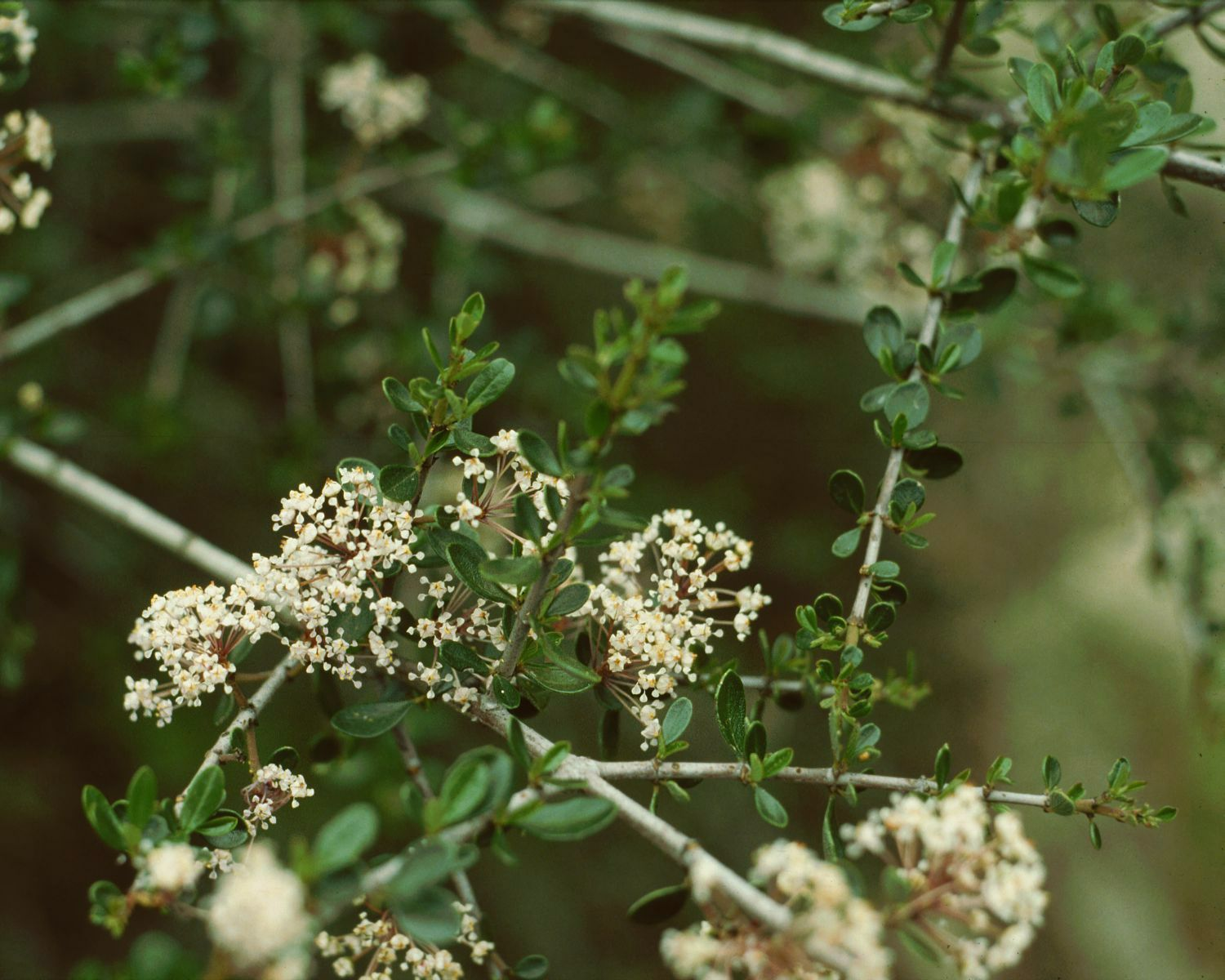
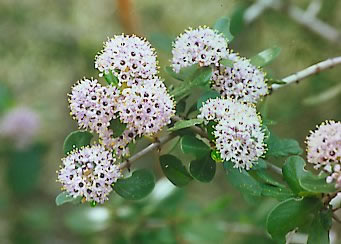